# Fliegst Du mit
Fliegst Du mit ist ein Lied der deutschen Rapperin und Sängerin Shirin David aus dem Jahre 2019. Es fungierte als vierte Singleauskopplung ihres Debütalbums Supersize und wurde von der Künstlerin selbst zusammen mit Chima Ede und den Produzenten des Tracks, FNSHRS., geschrieben. Auch Sera Finale wird als Songwriter angegeben.

## Musik und Text
Fliegst Du mit ist ein RnB-Song. Das Lied beginnt mit einer E-Piano Melodie, bevor die 808-Bass Drums dann einsetzen. Die Strophen werden von Shirin David mit sanfter Stimme gesungen. Ihre Stimme wird außerdem immer wieder von einer heruntergepitchten, männlich klingenden, Stimme begleitet. Das zentrale Thema des Liedes ist die komplizierte Beziehung zu ihrem Vater, der die Familie früh verlassen hatte und zu dem sie nie eine enge Bindung gehabt hat. Sie singt unter anderem davon, dass er mit seiner einen Entscheidung drei Leben verändert habe, der Grund für die Schmerzen ihrer Mutter sowie die Tränen ihrer Schwester sei und fragt sich, wieso er, ohne sie zu brauchen, lebt.

## Veröffentlichung
Shirin David selbst kündigte die Single am Muttertag, den 12. Mai 2019, auf ihrem Instagramprofil mit einer Danksagung an ihre Mutter an. Das Cover von Fliegst Du mit zeigt David als Kind mit ihrer jüngeren Schwester Patricia und ihrer Mutter. Sie hatte zuvor angegeben, dass es ihr emotionalster Song sei und sie es vermutlich nicht live singen könne. Der Song selbst erschien am 17. Mai unter ihrem eigenen Musiklabel Juicy Money Records.

## Musikvideo
Das Musikvideo hatte David für den 19. Mai angekündigt, verschob die Veröffentlichung allerdings, da sie mit dem finalen Schnitt noch nicht zufrieden war. Das Musikvideo erschien schließlich am Vatertag, den 30. Mai 2019 auf ihrem YouTube-Kanal. Das unter der Regie von Shaho Casado entstandene Musikvideo zu Fliegst Du mit, das in Los Angeles gedreht wurde, bringt die Emotionalität des Titels noch einmal gesondert hervor, indem David unter anderem weinend in einem Auto durch die Wüste fahrend oder durch Ruinen eines Hauses laufend zu sehen ist. Andere Szenen zeigen sie am Strand auf einer Schaukel. Das Video zeigt außerdem immer wieder Sequenzen eines Pferdes und eines dunklen, unerkennbaren Reiters. Des Weiteren ist David zu sehen, wie sie vor einer großen männlichen Kopfabbildung steht oder weitere Steinköpfe aus einem Regal nimmt. Zum Ende des Videos sieht man David, wie sie aus ihrem Auto aussteigt und sich an einer Villa mit Pool befindet. Nach Ende der Musik, sieht man das Gesicht des Steinkopfes noch einmal, welches sich jetzt als Insel im Meer befindet, während ein Gewitter herrscht und sich die Kamera davon entfernt. Bis Mai 2025 konnte es über 21 Millionen Aufrufe generieren.

## Kritik
Fliegst Du mit erhielt überwiegend positive Kritiken. Lob bekam das Lied für den ehrlichen und emotionalen Charakter sowie die Verletzlichkeit, die im Lied thematisiert wird. Des Weiteren konnten sich viele mit dem Song identifizieren. Besonders auffallend ist der Kontrast des Liedes zur Vorgängersingle Ice, wodurch David auch Wandelbarkeit und Vielseitigkeit angerechnet wurde. Nachdem ihre vorherigen Singles mehr Rap und „Flex“ gewesen waren, gefiel den meisten Kritikern die Mischung aus einer klassischen RnB-Ballade mit weichen Rap-Elementen. Auch das Musikvideo wurde sehr gut bewertet.

## Chartplatzierungen
| ChartsChartplatzierungen | Höchstplatzierung | Wochen |
| ------------------------ | ----------------- | ------ |
| Deutschland (GfK)        | 8 (5 Wo.)         | 5      |
| Österreich (Ö3)          | 9 (3 Wo.)         | 3      |
| Schweiz (IFPI)           | 15 (3 Wo.)        | 3      |

Auf der Streaming-Plattform Spotify erreichte das Lied mehr als 39 Millionen Aufrufe (Stand: Mai 2025).